# Diego Rubio (wielrenner)
Diego Rubio Hernández (Navaluenga, 13 juni 1991) is een Spaans wielrenner.

## Carrière
In 2016 werd Rubio opgenomen in de Spaanse selectie voor het eerste Europese kampioenschap voor eliterenners. In de wegwedstrijd, die werd gewonnen door Peter Sagan, eindigde hij op plek 48. Een maand later nam hij deel aan het wereldkampioenschap, waar hij de wegrit niet uitreed.
In april 2017 werd Rubio vierde in de door Rory Sutherland gewonnen Ronde van La Rioja. In 2018 maakte hij de overstap naar Burgos-BH. In zijn eerste seizoen bij die ploeg werd hij onder meer vijfde in het eindklassement van de Ronde van Castilië en León en zevende in de Prueba Villafranca de Ordizia. In 2019 won hij het bergklassement in de Ronde van Valencia en werd hij vierde in het door Alejandro Valverde gewonnen nationale kampioenschap op de weg.

## Overwinningen
2011
3e etappe Ronde van Madrid, Beloften
2012
3e etappe Heydar Aliyev Anniversary Tour
2016
Jongerenklassement Ronde van de Limousin
2019
Bergklassement Ronde van Valencia

## Resultaten in voornaamste wedstrijden
| Jaar | Ronde van Italië | Ronde van Frankrijk | Ronde van Spanje |
| ---- | ---------------- | ------------------- | ---------------- |
| 2016 |                  |                     |                  |
| 2017 |                  |                     | 127e             |
| 2018 |                  |                     | 138e             |
| 2019 |                  |                     | 146e             |
| 2020 |                  |                     |                  |
| 2021 |                  |                     | opgave           |

| Jaar | Clásica San Sebastián |  | WK op de weg |
| ---- | --------------------- |  | ------------ |
| 2016 |                       |  | opgave       |
| 2017 |                       |  |              |
| 2018 | opgave                |  |              |
| 2019 | 77e                   |  |              |
| 2020 |                       |  |              |
| 2021 |                       |  |              |

## Ploegen
- 2013 –  Caja Rural-Seguros RGA (stagiair vanaf 1 augustus)
- 2014 –  Efapel-Glassdrive
- 2015 –  Efapel
- 2016 –  Caja Rural-Seguros RGA
- 2017 –  Caja Rural-Seguros RGA
- 2018 –  Burgos-BH
- 2019 –  Burgos-BH
- 2020 –  Burgos-BH
- 2021 –  Burgos-BH
- 2022 –  Burgos-BH

Aramendia · Arroyo · Barbero · Benito · Bilbao · Carthy · Ferrari · Gallego · D. Gonçalves · J. Gonçalves · Lastra · Madrazo · Mas · Molina · Pardilla · Prades · Rosón · Rubio · Sáez · Vilela · Azkarate (stagiair) · Irisarri (stagiair) · Zabala (stagiair)
Aranburu · Arroyo · Benito · Butler · Celano · Ferrari · Irisarri · Lastra · Mas · Molina · Oien · Page · Pardilla · Prades · Reis · Rosón · Rubio · Sáez · Schultz · Trofimov · Zabala · Pelegrí (stagiair) · Serrano (stagiair) · Sola (stagiair)
Cabedo · Cubero · Ezquerra · González · Herklotz · Langellotti · López · Mamykin · Mendes · Merino · Mitri · Robredo · Rubio · Salas · Sessler · Simón · Torres
Bico · Bol · Cabedo · Cubero · Ezquerra · Fernandes · Fuentes · Gibson · Langellotti · López · Madrazo · Mitri · Peñalver · Robredo · Rubio · Sessler · Sureda · Vilela
Aparicio · Bol · Cabedo · Díaz (vanaf 3/6) · Domingues · Ezquerra · Fuentes · Langellotti · López-Cózar · Madrazo · Molenaar · Moreno · Muller · Navarro · Okamika · Orts · Pelegrí · Peñalver · Räim · Rubio · Sánchez · Fernández (stagiair) · Franco (stagiair) · Martin (stagiair)